# Samegrelo-Zemo Svaneti
Samegrelo-Zemo Svaneti (Tiếng Gruzia: სამეგრელო-ზემო სვანეთი) là một vùng nằm ở phía tây của Gruzia, tiếp giáp với các nước cộng hòa tự trị Kabardino-Balkaria và Karachay-Cherkessia của Nga, thủ phủ là Zugdidi.